# Thịt vịt
Thịt vịt là loại thịt của loài vịt mà phổ biến là vịt nhà. Đây là nguyên liêu và là món ăn phổ biến trong nhiều nền văn hóa ẩm thực trên thế giới, nhất là vùng Châu Á. Theo quan niệm Á Đông, Ngày Tết Đoan Ngọ đây là ngày nóng nhất trong năm nên thường ăn vịt và các món ăn có tính mát trong ngày này.

## Đặc điểm

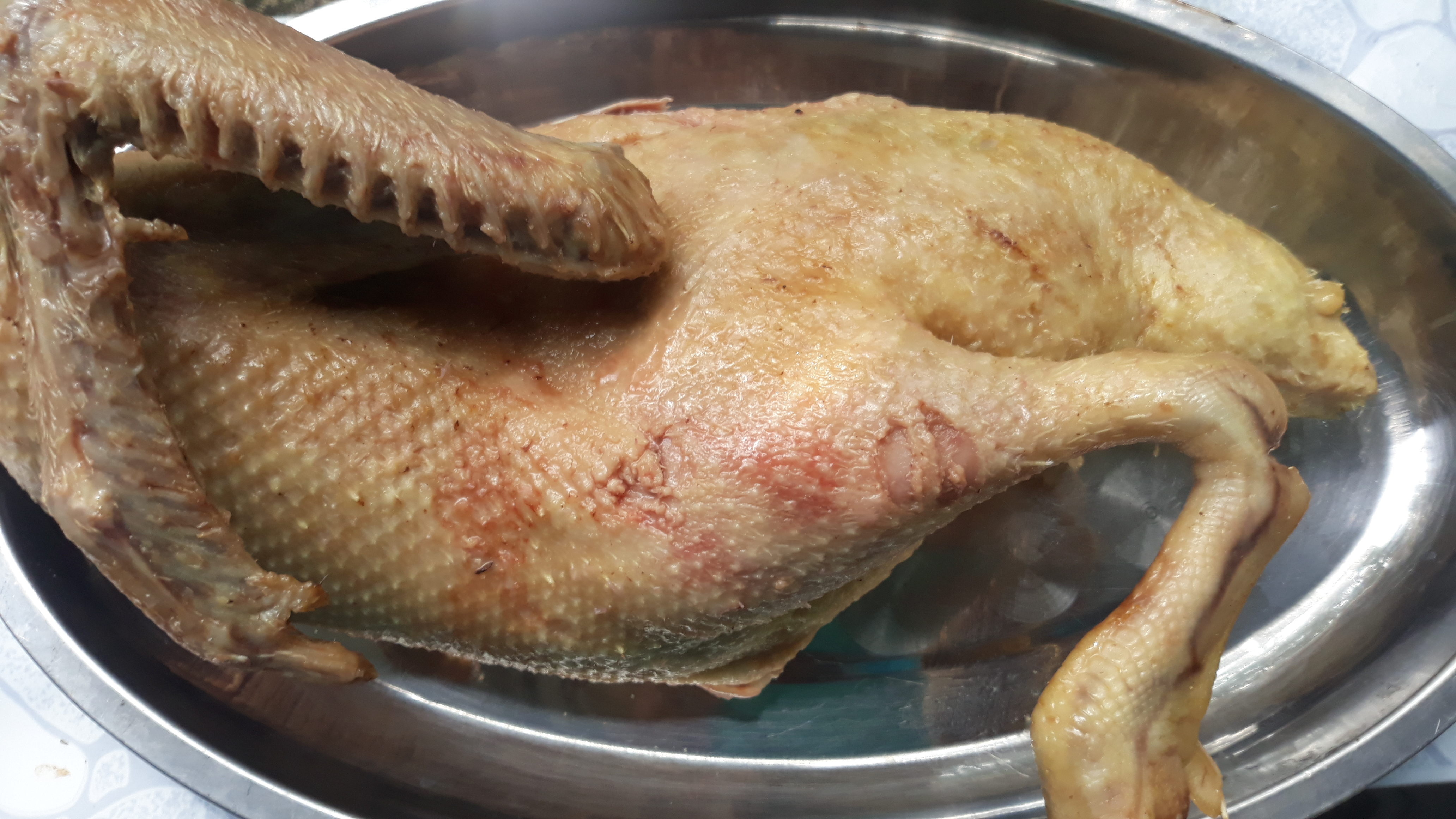

Thịt vịt có giá trị dinh dưỡng rất cao. Trong 100g thịt vịt có khoảng 25g chất protein (vượt xa nhiều lần so với thịt bò, heo, dê, cá, trứng). Ngoài ra, hàm lượng các chất dinh dưỡng như calci, phosphor, sắt, vitamin (B1, B2, A, D, E), acide nicotic… rất cao.
Theo Đông y thì thịt vịt tính hàn, có tác dụng tư âm, dưỡng vị. Sách Bản thảo cương mục của Lý Thời Trân ghi: Thịt vịt chữa các chứng bệnh tiểu tiện bất lợi, nhiệt bệnh, hư lao, bổ ngũ tạng và thủy đạo. Nên chọn các loại vịt đực đầu xanh hoặc vịt lông trắng, xương đen, mỏ đen càng tốt. Do thịt vịt có tính hàn, tác dụng bổ âm nên những người dương hư tỳ nhược, ngoại cảm chưa khỏi hẳn tạm thời chưa nên ăn. thịt vịt có vị ngọt, hơi mặn, tính hàn, tác dụng tư âm, dưỡng vị, giải độc.
Theo các tài liệu y thư cổ, thịt vịt được coi là loại thuốc bổ thượng hạng, có tác dụng điều hoà ngũ tạng, lợi thủy, trừ nhiệt, bổ hư. Sách Nhật dụng bản thảo còn cho rằng thịt vịt giúp nuôi dưỡng dạ dày, sinh tân dịch, trấn định tâm thần. Vịt có nhiều loại được chọn dùng tuỳ theo mục đích: vịt trống đầu xanh mạnh về lợi tiểu tiện, vịt trắng xương đen trị hư lao nhiệt độc. Để làm thuốc nói chung thì nên dùng thịt vịt mái già và thịt vị thiên về bổ dương nên nam giới ăn sẽ bổ hơn phụ nữ.

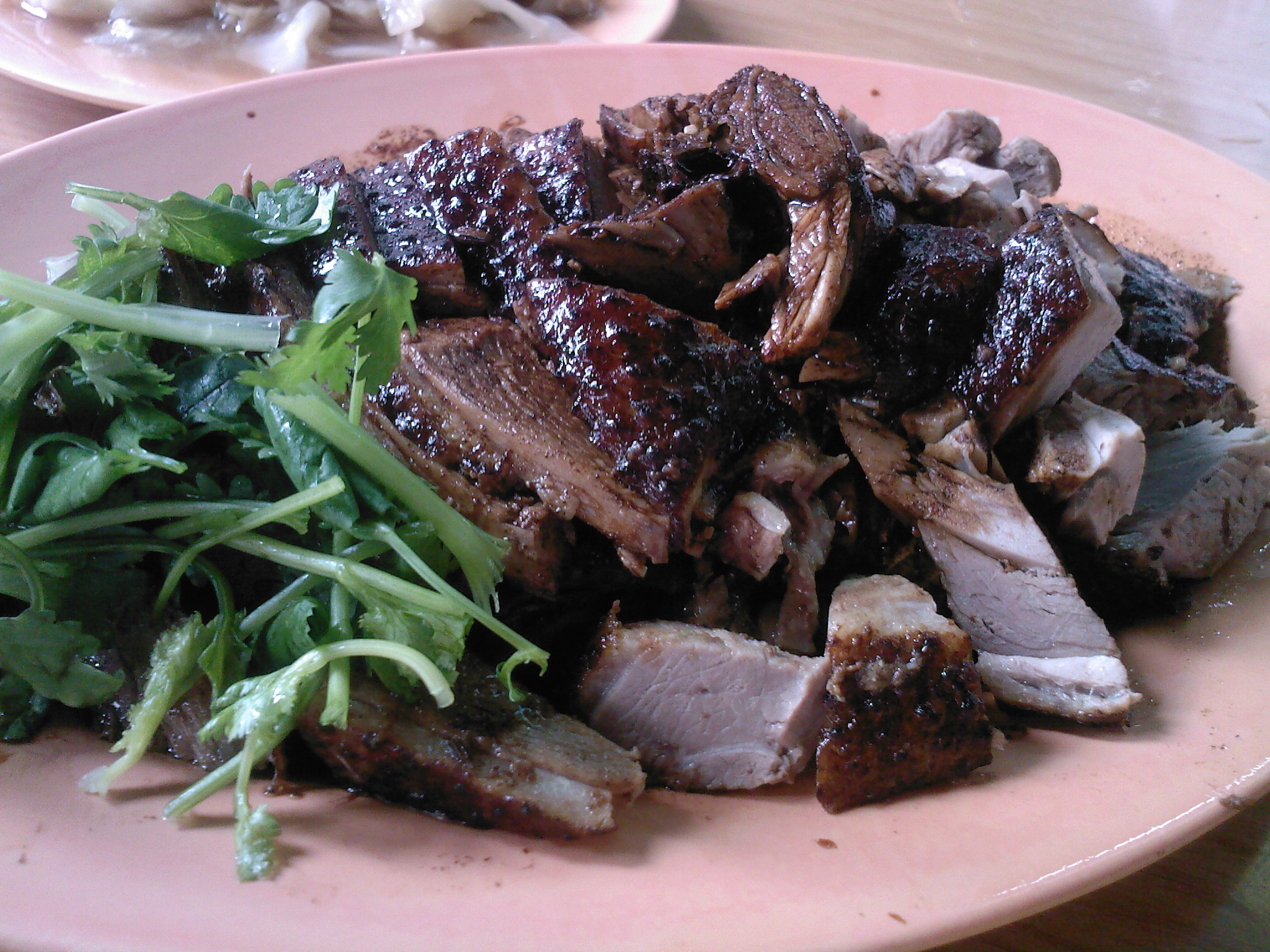
Theo Đông Y thì thịt vịt có vị hàn

Ăn thịt vịt có tác dụng tốt trong việc hỗ trợ chữa bệnh tim mạch, hỗ trợ điều trị lao phổi và ung thư (đang xạ trị, hóa trị). Có ích cho người thể chất suy nhược, chán ăn, sốt, phù nề, người thể chất yếu sau khi bệnh, đổ mồ hôi ban đêm, lòng bàn tay bàn chân nóng, phụ nữ kinh nguyệt ít, khí hư bạch đới, sản phụ thiếu sữa.
Thịt vịt thường dai hơn thịt gà, heo, vì thế muốn thịt vịt mềm, hãy thái xéo thớ thịt, thịt sẽ vừa mềm, vừa đẹp mắt. Thịt vịt có mùi hôi khó chịu, nên phải khử mùi trước khi chế biến. Gừng và rượu là hai loại gia vị hữu hiệu để khử mùi vịt. Bóp vịt thật kỹ với gừng giã nhuyễn hoặc xát với rượu rồi rửa sạch là vịt hết mùi hôi. Nếu không có gừng hoặc rượu, có thể thay thế bằng muối và giấm.
Thịt vịt có thể chế biến thành nhiều món ăn ngon, bổ dưỡng giúp tăng cường sức khỏe, thích hợp cho những ngày thời tiết trở lạnh. Thịt vịt được dùng làm nguyên liệu cho các món quay, nhất là món Vịt quay Bắc Kinh, ngoài ra còn dùng cho món cháo vịt, vịt tiềm hay vịt hầm, vịt nấu chao... Cháo vịt đậu xanh, vịt nấu rau lang, vịt om sấu, thịt vịt nước mía... có ích cho người suy nhược, chán ăn, sốt, đổ mồ hôi ban đêm, phụ nữ kinh nguyệt ít, sản phụ thiếu sữa.